# 坑頭村 (元朗區)

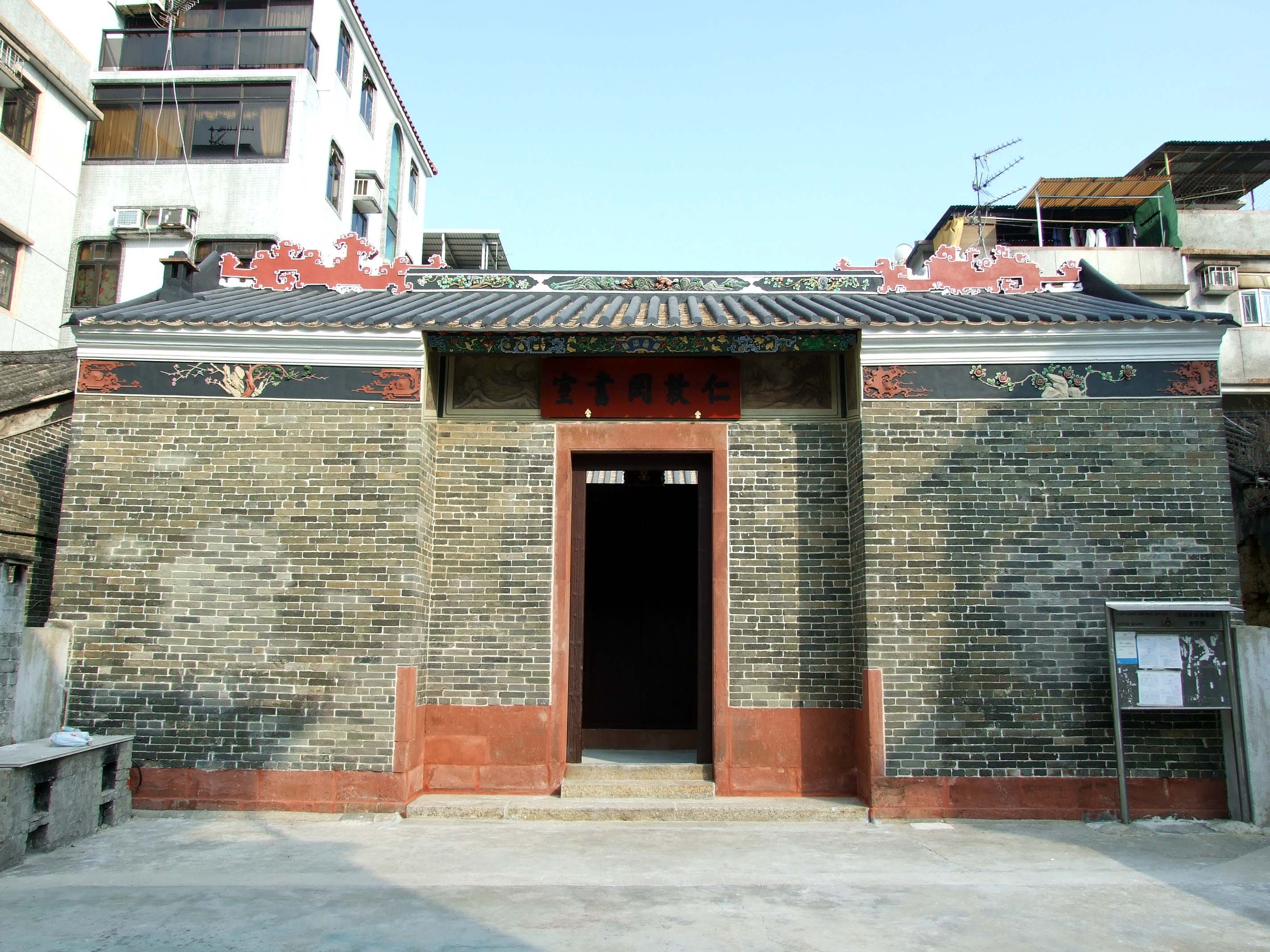
坑頭村內的仁敦岡書室

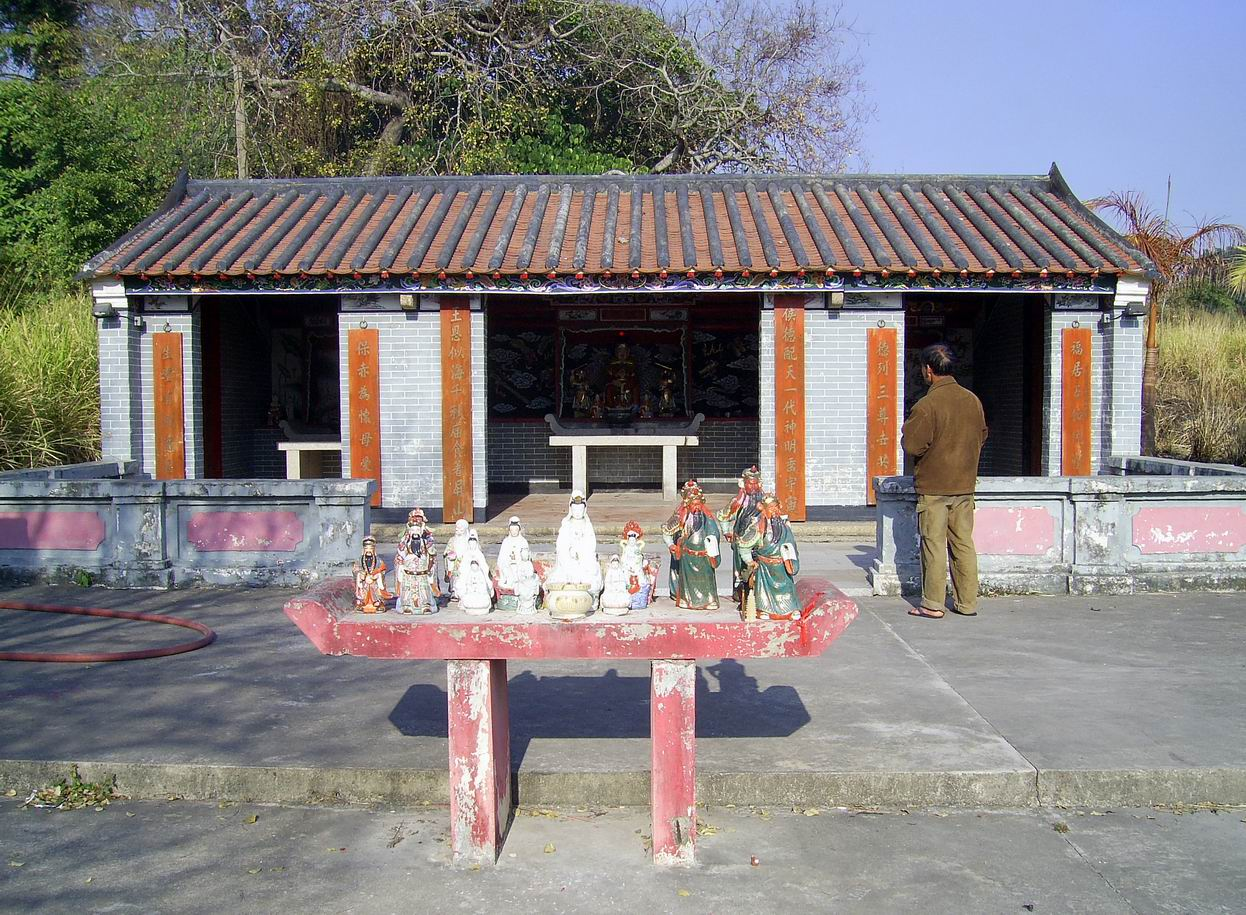
坑頭村內的楊侯古廟

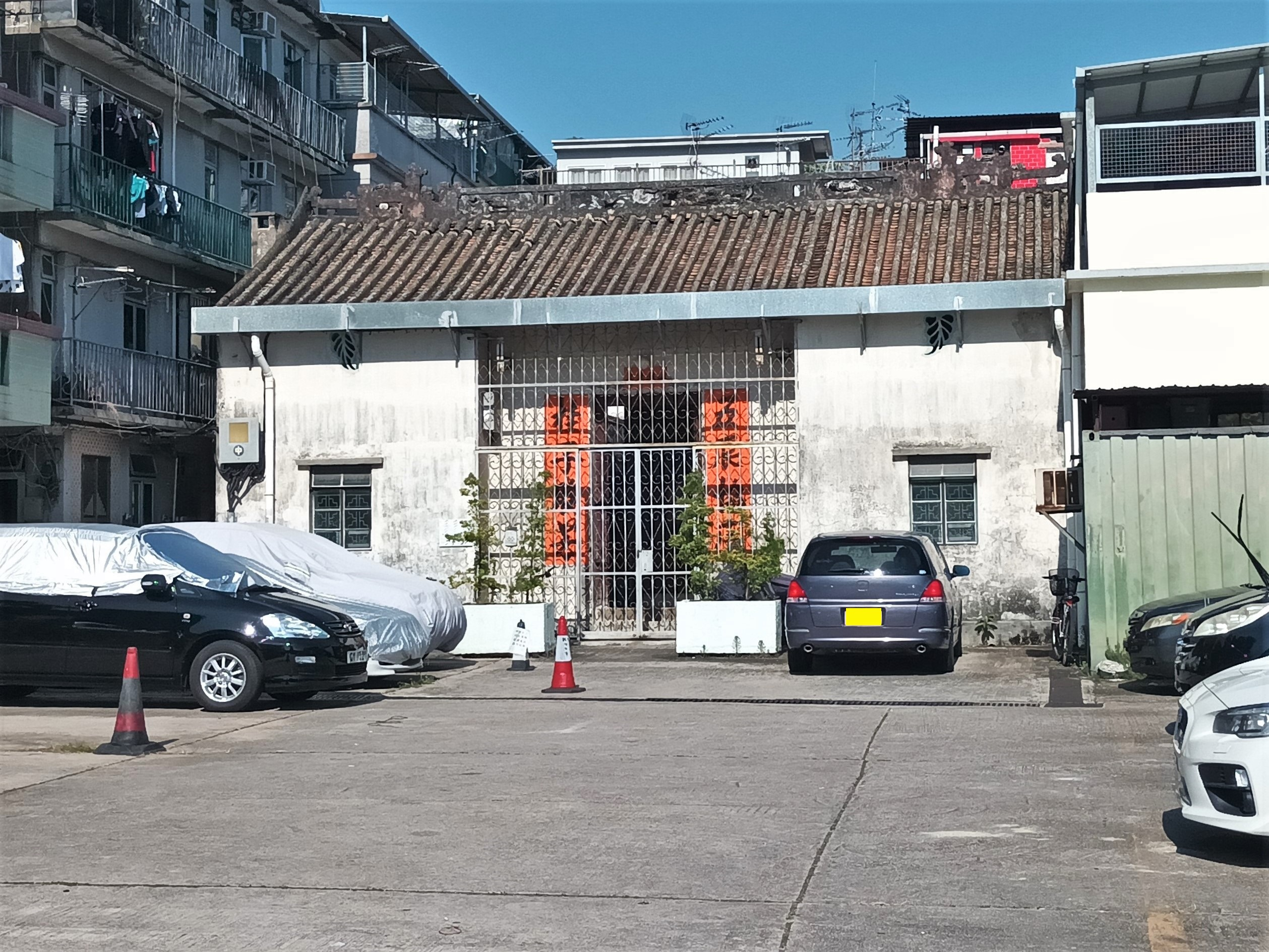
五桂堂為坑頭村內的一所宗祠

坑頭村（英語：Hang Tau Tsuen）是一條位於香港元朗區屏山的鄉村，為屏山文物徑的一部份。

## 行政區劃
坑頭村是新界小型屋宇政策下其中一條認可鄉村。

## 歷史
坑頭村是屏山鄧氏建立的「三圍六村」之一。「三圍六村」分別為：上璋圍、橋頭圍、灰沙圍、坑頭村、坑尾村、塘坊村、新村、洪屋村及新起村。
據1911年人口普查，坑頭人口為394人，當中男性171人。

## 外部連結
- 居民代表選舉坑頭村（屏山）的劃定現有鄉村範圍（2019－2022年） （页面存档备份，存于）
- 古物古蹟辦事處「香港傳統中式建築資訊系統」：坑頭村[]
- 古物諮詢委員會關於上璋圍楊侯古廟的簡要文件 （页面存档备份，存于）（圖片 （页面存档备份，存于））
- 古物古蹟辦事處關於仁敦岡書室的網站
- 古物諮詢委員會關於坑頭村89及124號的簡要文件 （页面存档备份，存于）（圖片 （页面存档备份，存于））
- 古物諮詢委員會關於坑頭村99號的簡要文件（圖片 （页面存档备份，存于））
- 古物諮詢委員會關於坑頭村55號的簡要文件 （页面存档备份，存于）（圖片）
- 古物諮詢委員會關於坑頭村1號五桂堂的簡要文件 （页面存档备份，存于）（圖片 （页面存档备份，存于））

22°26′45″N 114°00′31″E / 22.44583°N 114.00861°E